# (30444) Shemp
(30444) Shemp ist ein Asteroid des Hauptgürtels, der am 5. Juli 2000 vom australischen Amateurastronomen John Broughton am Reedy-Creek-Observatorium (IAU-Code 428) in Queensland entdeckt wurde.
Benannt wurde der Asteroid nach dem US-amerikanischen Unterhaltungskünstler Shemp Howard (1895–1955), der zeitweise Mitglied der Komikergruppe The Three Stooges war.